# Franciszek od Jezusa Terrero de Ortega Pérez
Franciszek od Jezusa Terrero de Ortega Pérez OESA (hiszp.) Francisco Terrero de Ortega Pérez (ur. 1597 w Villamediana, zm. 3 września w Nagasaki 1632) – błogosławiony Kościoła katolickiego, męczennik, ofiara prześladowań antykatolickich w Japonii, hiszpański prezbiter z Zakonu Świętego Augustyna.

## Geneza męczeństwa - tło historyczne
Pierwsi misjonarze z Zakonu Świętego Augustyna przybyli do Japonii w 1602. Rosnące wraz z liczebnością chrześcijan ich wpływy na życie społeczne, spory o metody ewangelizacji, a także awanturnictwo rywalizujących ze sobą kupców z Hiszpanii i Portugalii wpłynęły na zmianę początkowo przychylnego stosunku, obawiających się osłabienia swej pozycji siogunów i książąt. Po okresie wzmożonej działalności misyjnej Kościoła katolickiego, gdy w 1614 roku siogun Ieyasu Tokugawa wydał edykt zniszczenia chrześcijaństwa na mocy którego pod groźbą utraty życia wszyscy misjonarze mieli opuścić kraj, a praktykowanie i nauka religii zakazana, rozpoczęły się trwające ponad 200 lat krwawe prześladowania chrześcijan.

## Życiorys
Pochodzący z okolic Palencii Franciszek de Ortega Pérez w 1614 roku został przyjęty do nowicjatu augustianów w Valladolid. Po otrzymaniu sakramentu święceń kapłańskich w 1622 roku skierowany został na misje do Meksyku, a w rok później do duszpasterzowania w Manili na Filipinach. Ostatecznie dotarł do Japonii i tam realizował swoje powołanie potajemnie kierując jako wikariusz generalny całego kraju misjonarzami swojego zakonu. W listopadzie 1629 roku aresztowany został równolegle z Wincentym od św. Antoniego Simões de Carvalho i trafił do ciężkiego więzienia w Ōmurze. 5 grudnia 1631 roku zostali przewiezieni do Nagasaki i tam po torturach polegających na biciu, podtapianiu, wystawianiu na słoneczny skwar, polewaniu poranionego gorącą wodą siarczaną 3 września 1632 roku został skazany na śmierć i żywcem spalony z pięcioma współtowarzyszami: Antonim Ishidą Kyūtaku, Bartłomiejem Gutierrez'em, Gabrielem od św. Magdaleny, Hieronimem od Krzyża, Wincentym od św. Antoniego Simões de Carvalho.
Franciszek od Jezusa Terrero de Ortega Pérez znalazł się w grupie 205 męczenników japońskich beatyfikowanych 7 lipca 1867 roku w Rzymie przez papieża Piusa IX.
Dies natalis (dzienna rocznica śmierci) jest dniem, kiedy wspominany jest w Kościele katolickim zaś augustianie wspominają męczenników japońskich 28 września.